# Meurchin
Meurchin est une commune française située dans le département du Pas-de-Calais en région Hauts-de-France. Ses habitants sont appelés les Meurchinois. La commune est membre de la communauté d'agglomération de Lens-Liévin.
La commune de Meurchin (nom officiel depuis 1801), située dans l'est du département du Pas-de-Calais et traversée, à l'ouest, par le canal de la Deûle, à 8 km, à vol d'oiseau, au nord de la commune de Lens, est une commune du bassin minier du Nord-Pas-de-Calais. C'est une commune de type ceinture urbaine selon l'Insee, appartenant à l'unité urbaine de Béthune, avec une population de 3 715 habitants au dernier recensement de 2022.
À la suite de la Première Guerre mondiale et des destructions subies, la commune est décorée de la croix de guerre 1914-1918. Sur le territoire de la commune se trouve le cimetière militaire allemand de la Première Guerre mondiale.

## Géographie

### Localisation
Localisée dans l'est du département du Pas-de-Calais et limitrophe du département du Nord, Meurchin est une commune du bassin minier du Nord-Pas-de-Calais traversée, à l'ouest, par le canal de la Deûle et située, à vol d'oiseau, à 8 km au nord de Lens (chef-lieu d'arrondissement), 18 km au sud-ouest de Lille (aire d'attraction), à 21 km de la frontière entre la Belgique et la France.
Le territoire de la commune est limitrophe de ceux de huit communes, dont deux, Bauvin et Provin, situées dans le département du Nord, la commune de Billy-Berclau est limitrophe par un quadripoint.
Les communes limitrophes sont Bauvin, Provin, Carvin, Estevelles, Pont-à-Vendin, Vendin-le-Vieil, Wingles et Billy-Berclau.

### Géologie et relief
La superficie de la commune est de 4,64 km2 ; son altitude varie de 17  à   45 m.

### Hydrographie
Le territoire de la commune est situé dans le bassin Artois-Picardie.
La commune est traversée, à l'ouest, par le canal navigable de la Deûle, d'une longueur de 58,75 km, qui prend sa source dans la commune de Douai et se jette dans la Lys au niveau de la commune de Deûlémont. Sur ce canal se trouve une base nautique.
C'est également au niveau de la commune que le flot de Wingles amont, un cours d'eau naturel non navigable de 6,75 km, qui prend sa source dans la commune de Hulluch, se jette dans le canal de la Deûle.
La commune dispose également d'étangs de pêche et de marais, le long du canal et en limite sud du territoire communal.

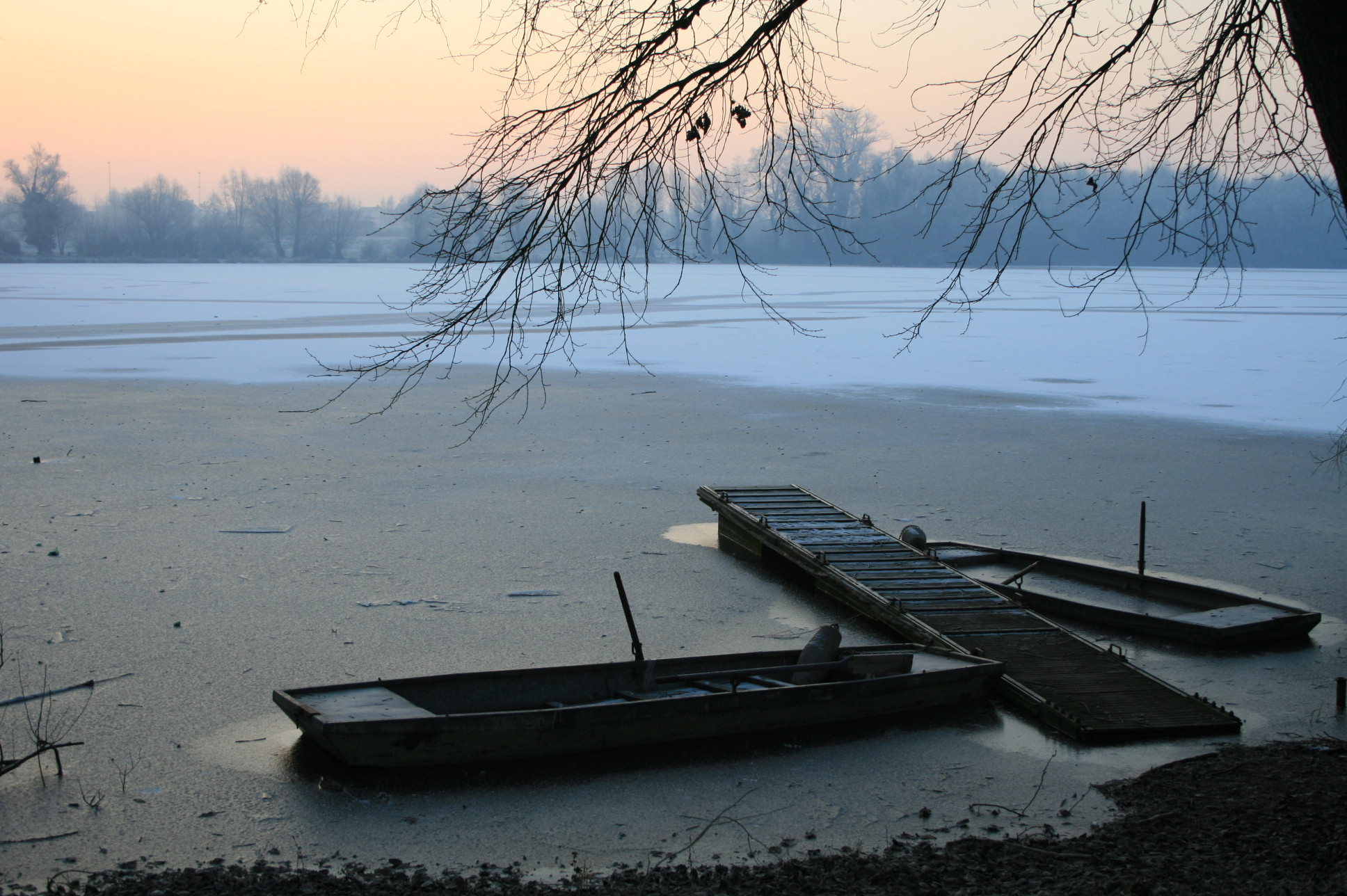
Le marais communal en hiver.
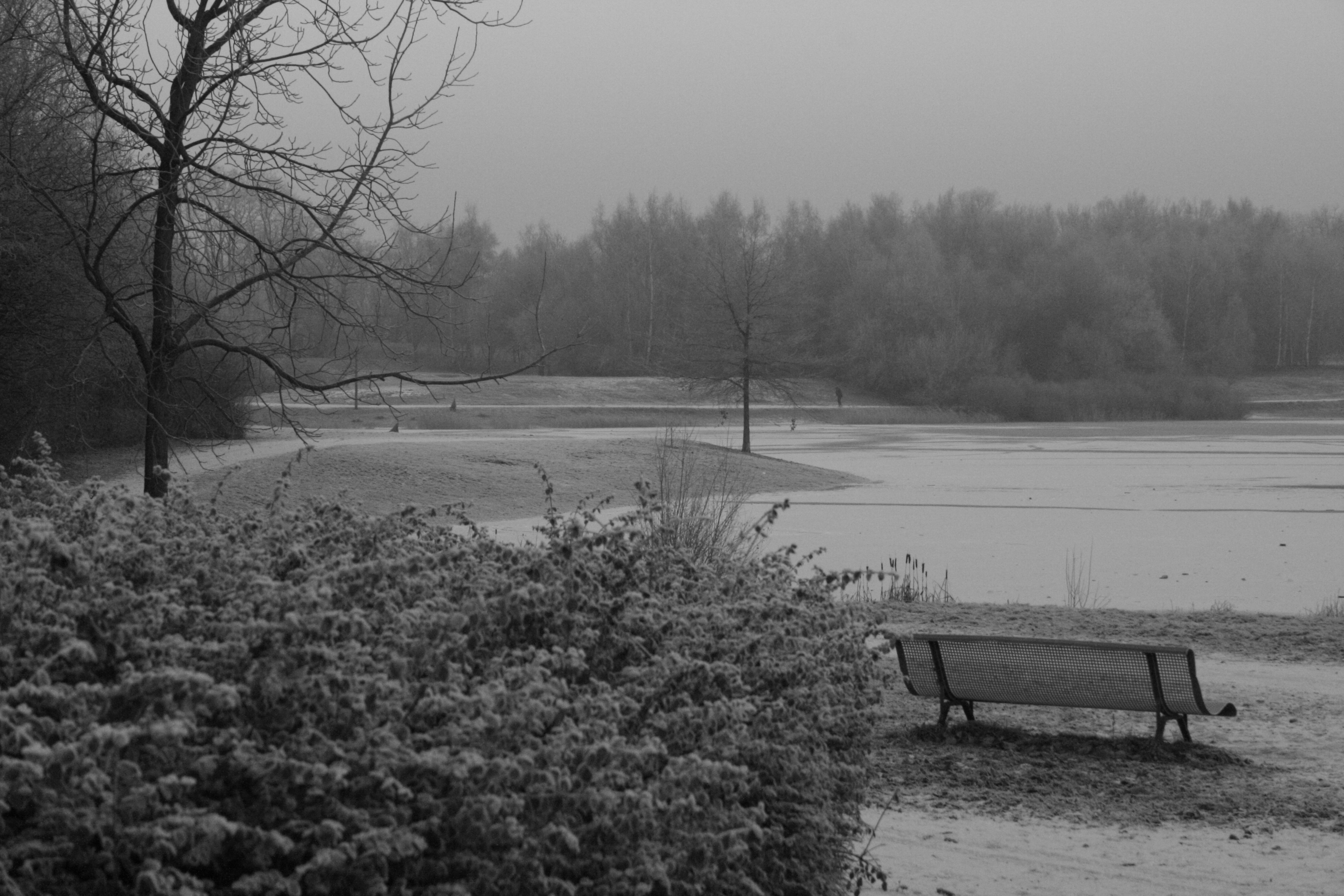
L'étang de la Briquette en hiver.

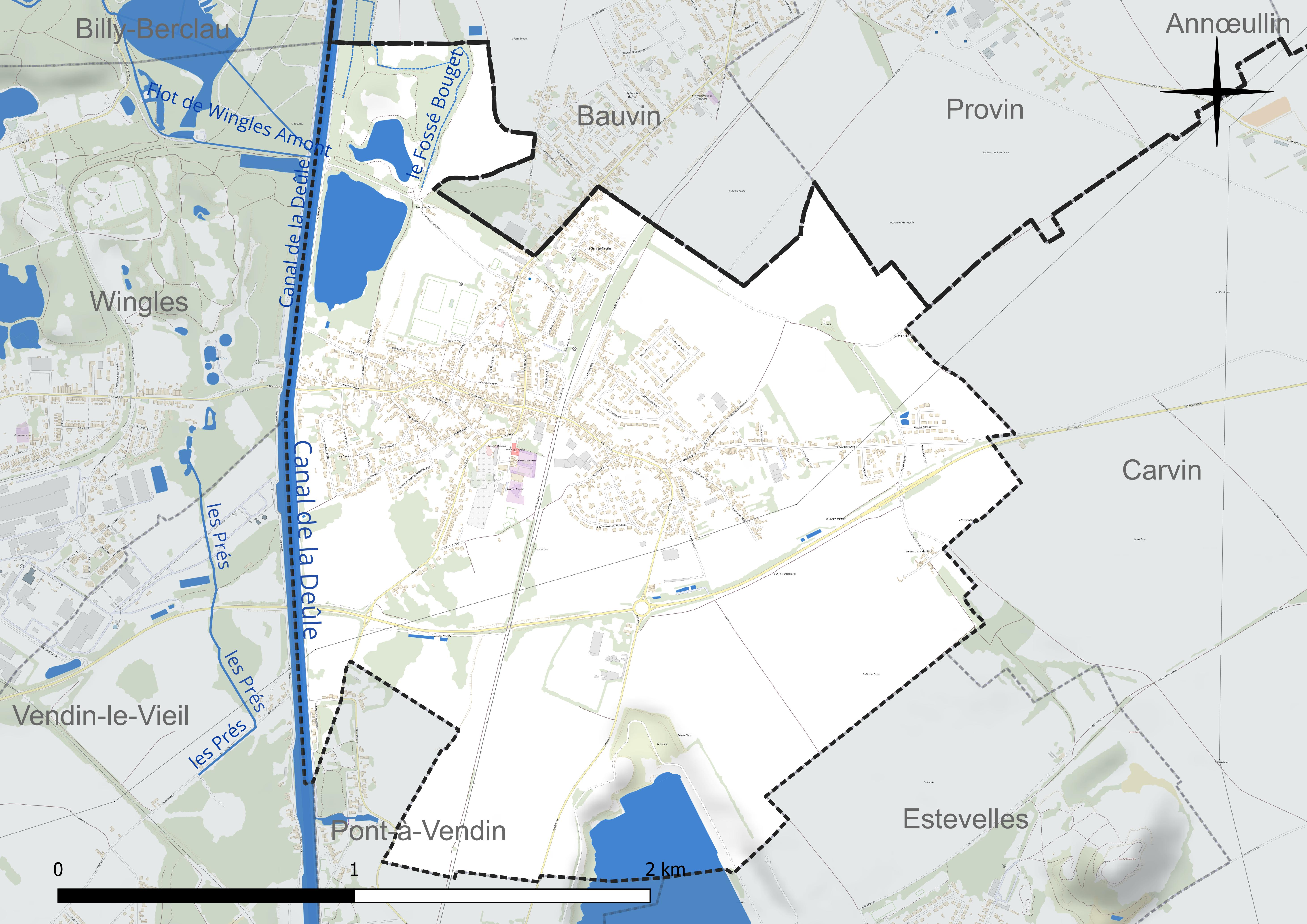
Réseau hydrographique de Meurchin.

### Climat
Pour des articles plus généraux, voir Climat des Hauts-de-France et Climat du Nord-Pas-de-Calais.
En 2010, le climat de la commune est de type climat océanique dégradé des plaines du Centre et du Nord, selon une étude du CNRS s'appuyant sur une série de données couvrant la période 1971-2000. En 2020, Météo-France publie une typologie des climats de la France métropolitaine dans laquelle la commune est exposée à un climat océanique et est dans la région climatique Nord-est du bassin Parisien, caractérisée par un ensoleillement médiocre, une pluviométrie moyenne régulièrement répartie au cours de l’année et un hiver froid (3 °C).
Pour la période 1971-2000, la température annuelle moyenne est de 10,5 °C, avec une amplitude thermique annuelle de 14,3 °C. Le cumul annuel moyen de précipitations est de 693 mm, avec 12,2 jours de précipitations en janvier et 8,4 jours en juillet. Pour la période 1991-2020, la température moyenne annuelle observée sur la station météorologique la plus proche, située sur la commune de Douai à 19 km à vol d'oiseau, est de 11,0 °C et le cumul annuel moyen de précipitations est de 729,2 mm,. Pour l'avenir, les paramètres climatiques de la commune estimés pour 2050 selon différents scénarios d'émission de gaz à effet de serre sont consultables sur un site dédié publié par Météo-France en novembre 2022.

### Milieux naturels et biodiversité

#### Zones naturelles d'intérêt écologique, faunistique et floristique
L’inventaire des zones naturelles d'intérêt écologique, faunistique et floristique (ZNIEFF) a pour objectif de réaliser une couverture des zones les plus intéressantes sur le plan écologique, essentiellement dans la perspective d’améliorer la connaissance du patrimoine naturel national et de fournir aux différents décideurs un outil d’aide à la prise en compte de l’environnement dans l’aménagement du territoire.
Le territoire communal comprend une ZNIEFF de type 1 : le terril et le marais de Wingles. Ce site se localise dans la dépression alluviale du Flot de Wingles, au nord de la ville de Lens, ancienne friche industrielle réaménagée en espace de loisirs, celui-ci est traversé par la RD 165 E et une voie ferrée.
et une ZNIEFF de type 2 : la basse vallée de la Deûle entre Wingles et Emmerin. La basse vallée est très morcelée et présentes des végétations hygrophiles eutrophes mais présentant encore un grand intérêt écologique, notamment avifaunistique en raison du contexte géographique,.

Carte des ZNIEFF de type 1 et 2 sur la commune
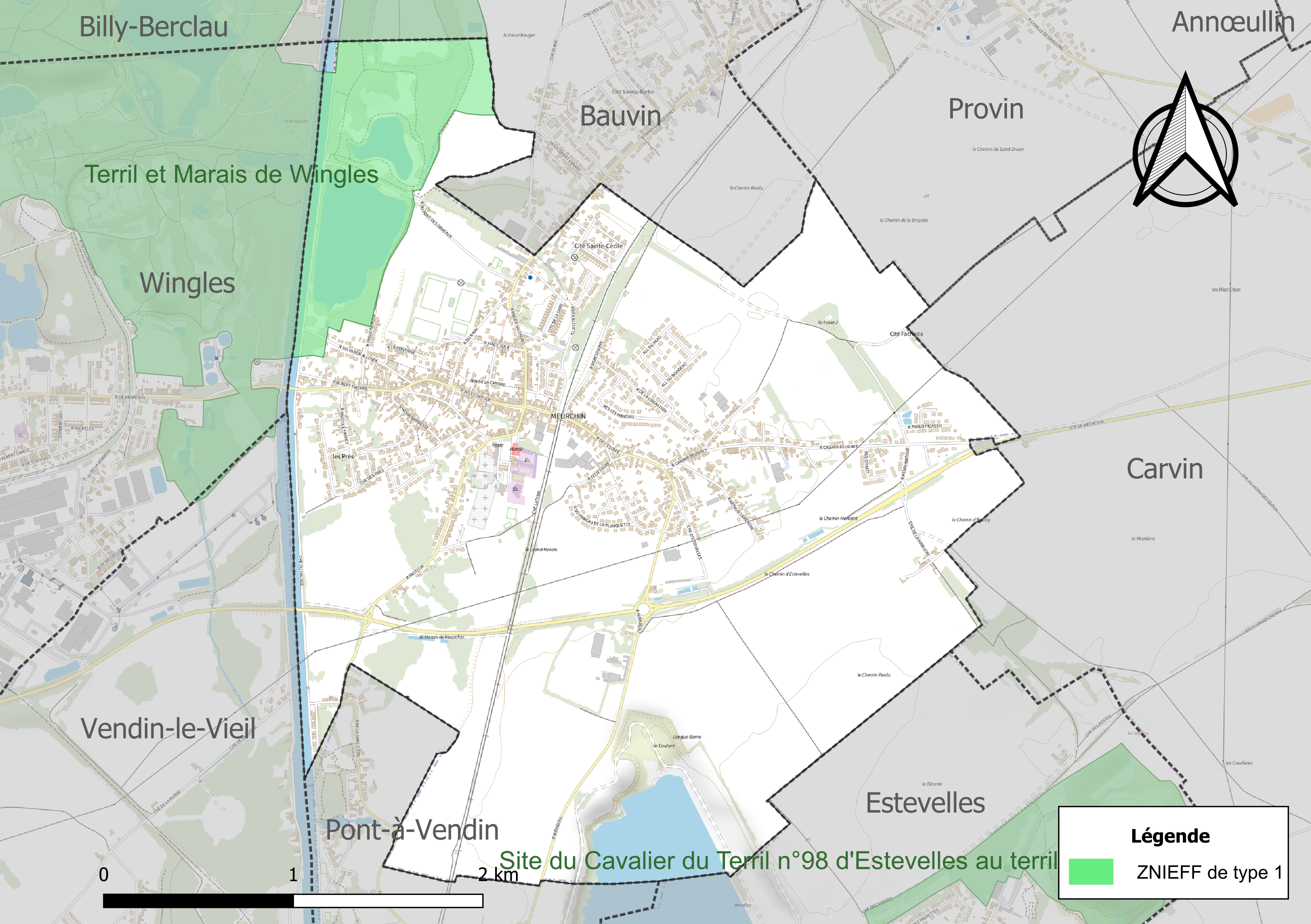
Carte de la ZNIEFF de type 1 sur la commune.
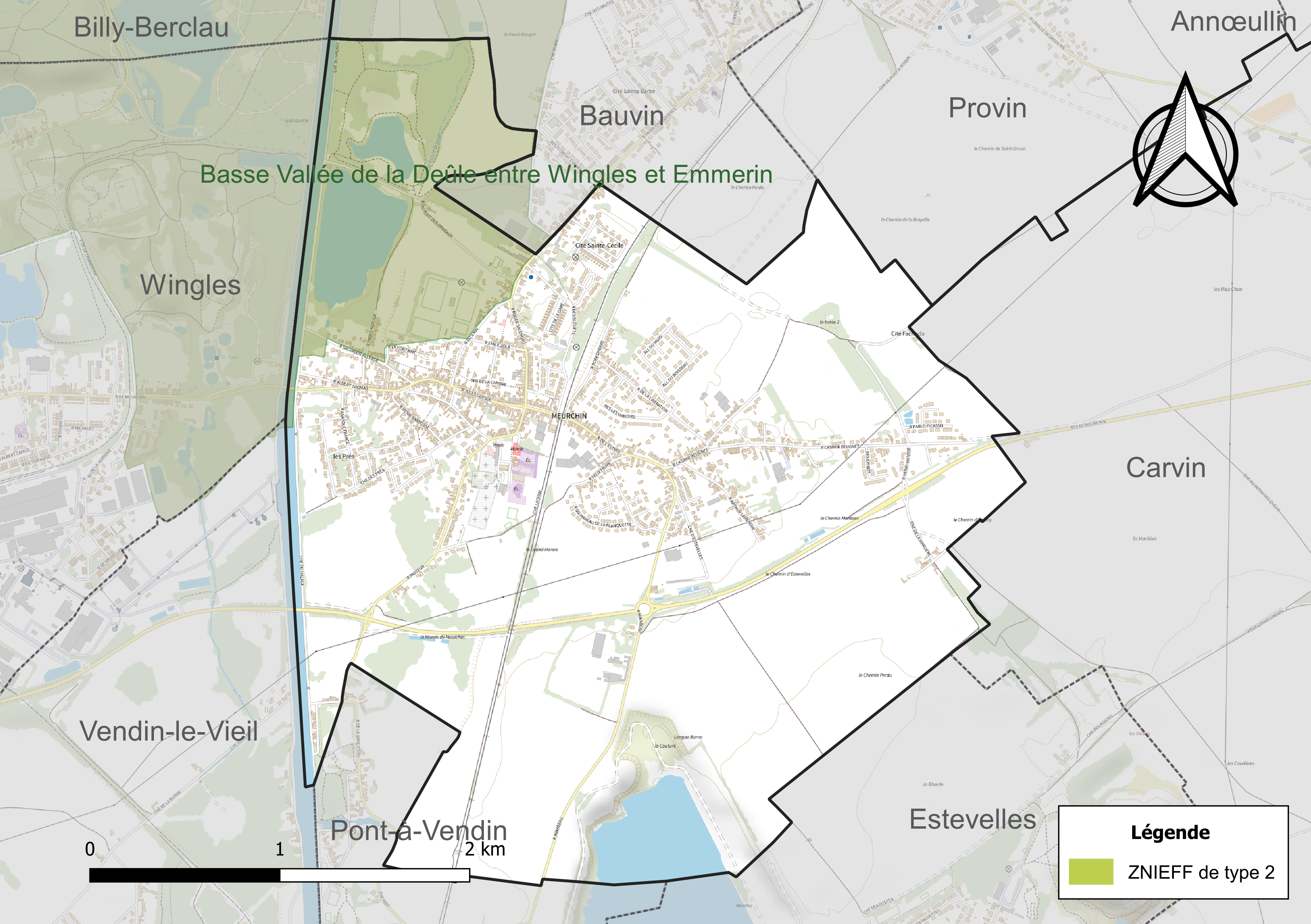
Carte de la ZNIEFF de type 2 sur la commune.

#### Espèces faunistiques et floristiques
L’Inventaire national du patrimoine naturel (INPN) recense plusieurs espèces faunistiques et floristiques sur le territoire de la commune dont certaines sont protégées et d’autres menacées et quasi-menacées.

## Urbanisme

### Typologie
Au 1er janvier 2024, Meurchin est catégorisée ceinture urbaine, selon la nouvelle grille communale de densité à sept niveaux définie par l'Insee en 2022.
Elle appartient à l'unité urbaine de Béthune, une agglomération inter-départementale regroupant 94  communes, dont elle est une commune de la banlieue,,. Par ailleurs la commune fait partie de l'aire d'attraction de Lille (partie française), dont elle est une commune de la couronne,. Cette aire, qui regroupe 201 communes, est catégorisée dans les aires de 700 000 habitants ou plus (hors Paris),.

### Occupation des sols
L'occupation des sols de la commune, telle qu'elle ressort de la base de données européenne d’occupation biophysique des sols Corine Land Cover (CLC), est marquée par l'importance des territoires agricoles (60,4 % en 2018), en diminution par rapport à 1990 (66,3 %). La répartition détaillée en 2018 est la suivante : 
terres arables (60,2 %), zones urbanisées (27,4 %), forêts (7 %), eaux continentales (5,2 %), zones agricoles hétérogènes (0,2 %). L'évolution de l’occupation des sols de la commune et de ses infrastructures peut être observée sur les différentes représentations cartographiques du territoire : la carte de Cassini (XVIIIe siècle), la carte d'état-major (1820-1866) et les cartes ou photos aériennes de l'IGN pour la période actuelle (1950 à aujourd'hui).

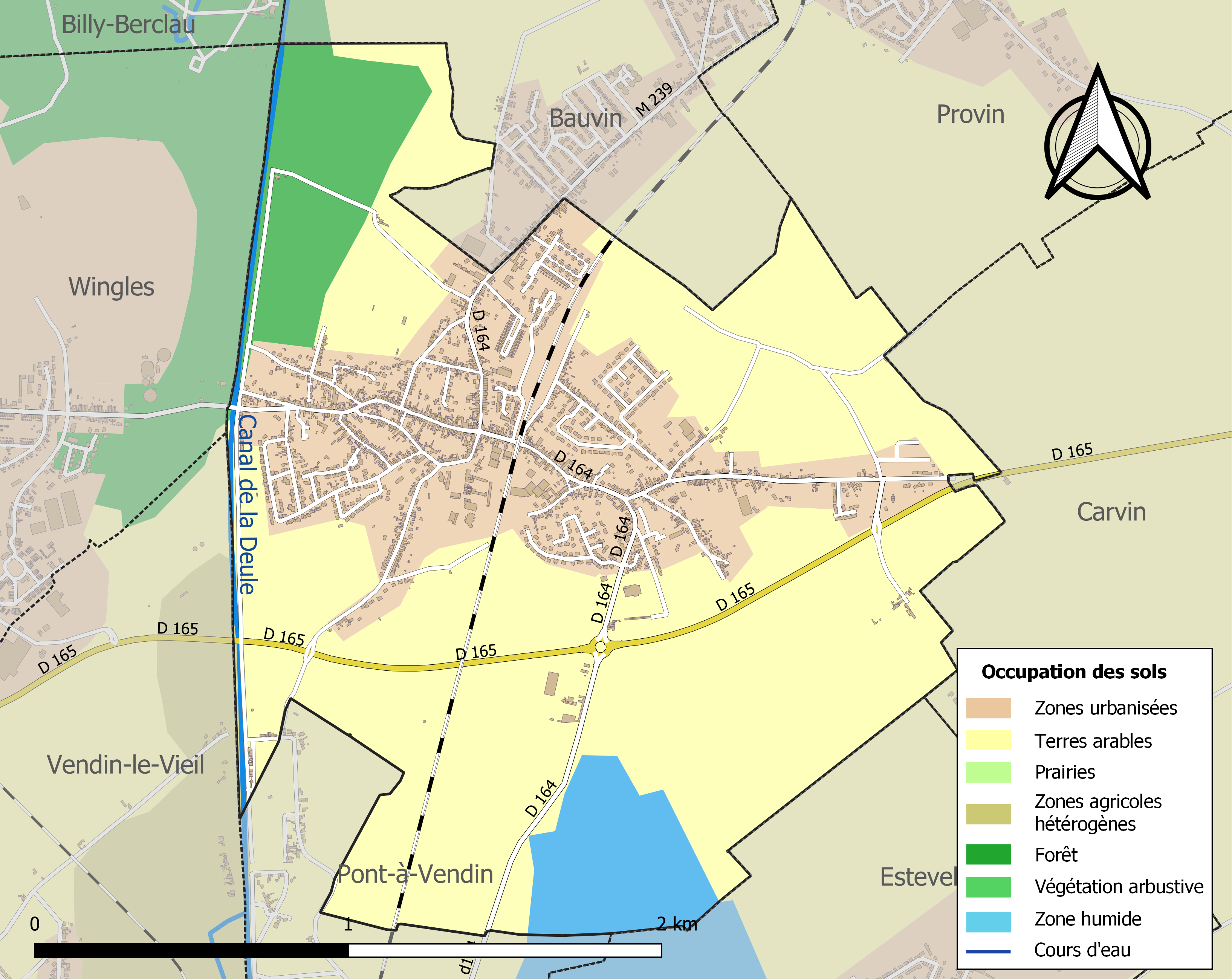
Carte des infrastructures et de l'occupation des sols de la commune en 2018 (CLC).

### Voies de communication et transports
La gare de Meurchin sur la ligne de Lens à Don - Sainghin, située  au cœur de la commune, est desservie par des trains TER Hauts-de-France qui effectuent des missions entre les gares de Lens et de Don-Sainghin, ou de Lille-Flandres. Toutefois, depuis 2019, les trains du matin vers Lille ont été supprimés malgré les demandes des usagers.

## Toponymie
Le nom de la localité est attesté sous les formes Marchein (867) ; Marcheium (875) ; Marcheim (891) ; Maxcin (1024-31) ; Morchin (1147) ; Morcin (1150-58) ; Meurchin (1169) ; Morchin (1217) ; Marchin (1240) ; Murchin (1260) ; Muerchain (1268) ; Moerchen, Meurcin (XIVe siècle) ; Mourchin (1469) ; Moeurchin (XVe siècle) ; Moeurchain (1739) ; Meurchin en 1793 et depuis 1801.
D'après Ernest Nègre, Meurchin dériverait d'un nom d'homme germanique, Marcuinus, suivi de heim (maison, demeure).

## Histoire
La société de recherches historiques de Carvin a procédé à une synthèse à propos de Meurchin :
L'ancienneté de Meurchin remonte aux temps préhistoriques comme l'attestent les nombreuses trouvailles qui y furent faites au cours des temps. Henri Couvreur a émis l'hypothèse de la présence en proximité des anciens méandres de la rivière d'un débarcadère attestée par la présence d'un enclos probablement de la Tène situé en bordure d'une motte féodale.
Alexandre le Blancq Ier (   -1574), seigneur de Meurchin, baron de Bailleul-sir-Berthoult, rewart (chargé de la police) et conseiller de Lille, également traducteur d'un opuscule de Plutarque, est connu pour avoir constitué une bibliothèque remarquable regroupant des documents, y compris des manuscrits, relatifs aux origines de la Flandre. Il possédait également une importante collection de médailles. Fils de Guillaume le Blancq Ier, seigneur d'Houchin et de Meurchin, maître de la chambre des comptes de Lille, et de Philippote Ruhaux ou Ruffault, il a épousé Marie Muysart, dame d'Attiches, morte le 11 octobre 1610, enterrée dans l'église Sainte-Catherine de Lille. Le couple partage ses biens entre ses 4 enfants le 14 mai 1574. Le 28 septembre 1574, Marie Muysart est dite veuve. Son mari est enterré dans l'église Saint-Maurice de Lille.
En 1613, Alexandre le Blancq II, écuyer, seigneur de Meurchin, de Bailleul-sir-Berthout après son frère Guillaume II, et de Langlé, fils d'Alexandre le Blancq Ier, qui a été fait chevalier récemment, et dont plusieurs ancêtres ont également été créés chevaliers, en raison des grands services qu'ils ont rendus, a été, pour ces motifs et du fait des services qu'il a lui-même rendus, créé chevalier par lettres données à Bruxelles. La fille d'Alexandre Ier ou d'Alexandre II a épousé Ferdinand de Maubus, écuyer, seigneur de Schoondorp et de Dourles, bourgmestre d'Audenarde en 1591 et 1592, élevé chevalier par lettres données à Bruxelles le 25 juillet 1618.
Robert Huvino (1653-1740) est seigneur de Bourghelles, Inchy-en-Artois, Villers, Cagnicourt, Meurchin. Il est le fils de Robert Huvino, bourgeois de Lille, et d'Adrienne Brœucq. Il nait à Lille en janvier 1653 (baptisé le 10 janvier 1653) et meurt à Lille le 14 mai 1740, à l'âge de 87 ans, inhumé le lendemain dans l'église Sainte-Catherine de Lille. Anobli le 19 juillet 1696 par l'achat d'une charge de conseiller secrétaire du roi en la grande chancellerie de France qui lui coûta 57 000 livres, il acquiert la bourgeoisie de Lille le 11 janvier 1697, devient sous-doyen de la grande chancellerie de Flandre. Il a acheté le 6 octobre 1698 à Philippe Ignace François de Gottignies  la terre de Bourghelles pour le prix principal de 66 500 florins. Il acquiert la seigneurie d'Inchy-en-Artois en vertu d'un décret de la Cour du Parlement de Paris, en 1702, sur Philippe de Croÿ-Chimay d'Arenberg, prince de Chimay, alors décédé, et Maximilienne de Grave son épouse. Elle ne forme qu'un seul fief avec les seigneuries de Cagnicourt et de Villers, en vertu de lettres patentes du 28 juillet 1606, mais elle en est séparée en application du partage fait le 28 décembre 1747 entre les fils de Robert Huvino. Il épouse à Lille le 19 février 1696 Marie Angélique Le Comte (1672-1720), fille de François Daniel, écuyer, seigneur du Bus et de Catherine Grau. Marie Angélique nait le 26 août 1672 et meurt le 11 janvier 1720, inhumée dans l'église Sainte-Catherine de Lille.
Pierre Robert Martin Huvino (1698-1775), écuyer, est seigneur de Bourghelles, Inchy-en-Artois, Cagnicourt, Villers, Meurchin. Fils de Robert, il nait à Lille en août 1698 (baptisé le 2 août 1698), devient bourgeois de Lille le 7 août 1738, gentilhomme ordinaire du roi, rewart (chargé de la police) de Lille. Il meurt le 11 février 1775, à 76 ans, est enterré dans le chœur de l'église de Bourghelles. Il se marie à Lille le 17 février 1738 avec Marie Madeleine Julie de Montmonnier (1718-1741), fille de François Alexandre, écuyer,capitaine grand bailli de La Motte au Bois  et de Marie Robertine de Surmont. Née en 1718, elle meurt à Lille le 16 février 1741. Il épouse ensuite à Lille le 17 septembre 1742 Angélique Caroline Joseph Frans (1720-1790) (elle a 22 ans, il a 44 ans), fille d'Alexis François écuyer, seigneur de la Hamayde et de la Chapelle, et de Marie Françoise de Rogier. La seconde épouse nait à Lille en octobre 1720 (baptisée le 24 octobre 1720) et meurt le 5 juin 1790, à 69 ans.
Robert Joseph Alexandre Huvino, écuyer, fils de Pierre Robert Martin, est le dernier seigneur de Meurchin. Né à Lille en mai 1754 (baptisé le 27 mai 1754), il devient lieutenant au régiment Royal Dragons.
La seigneurie principale dépendait de l'abbaye Saint-Vaast d'Arras.
Pierre François de Robespierre est issu de la branche meurchinoise de famille de notables de Carvin qui a essaimé dans tous les villages voisins du chef-lieu de la châtellenie d'Epinoy. Il est le cousin de Maximilien de Robespierre aux côtés de qui il participa à la campagne des élections préparatoires de la réunion des États généraux du royaume. Signataire du cahier de doléances de la paroisse de Meurchin, il est député à Arras où il contribue à l'élection à la députation de l'avocat d'Arras comme membre du tiers état de la province d'Artois. Il devient ensuite maire de Meurchin.
La découverte de la houille dans le Pas-de-Calais fit de Meurchin une commune minière siège d'une concession qui fut rattachée à celle de Lens après la Première Guerre mondiale.

Meurchin au tout début du XXe siècle
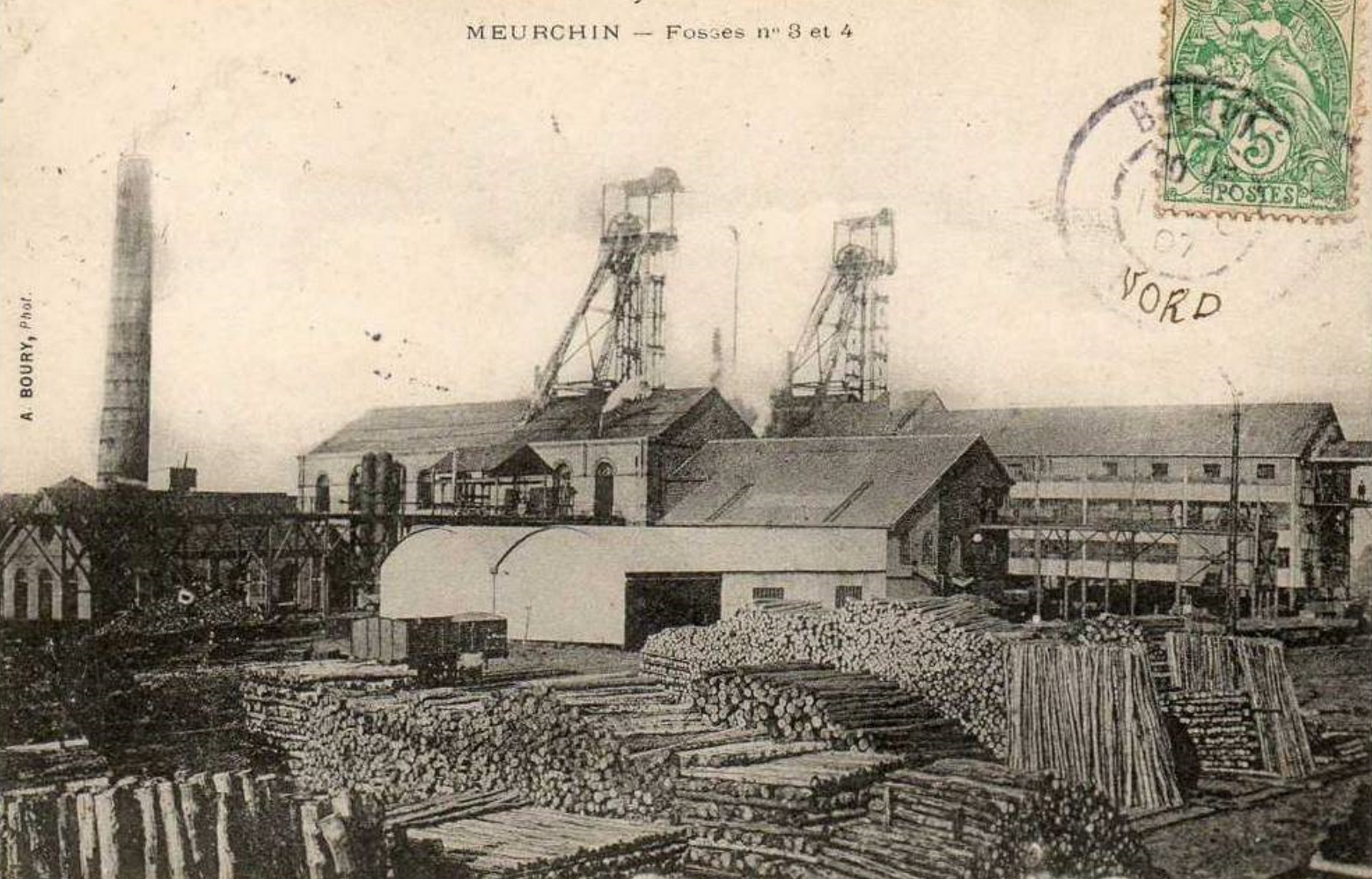
Fosse n° 3 - 4 des mines de Meurchin
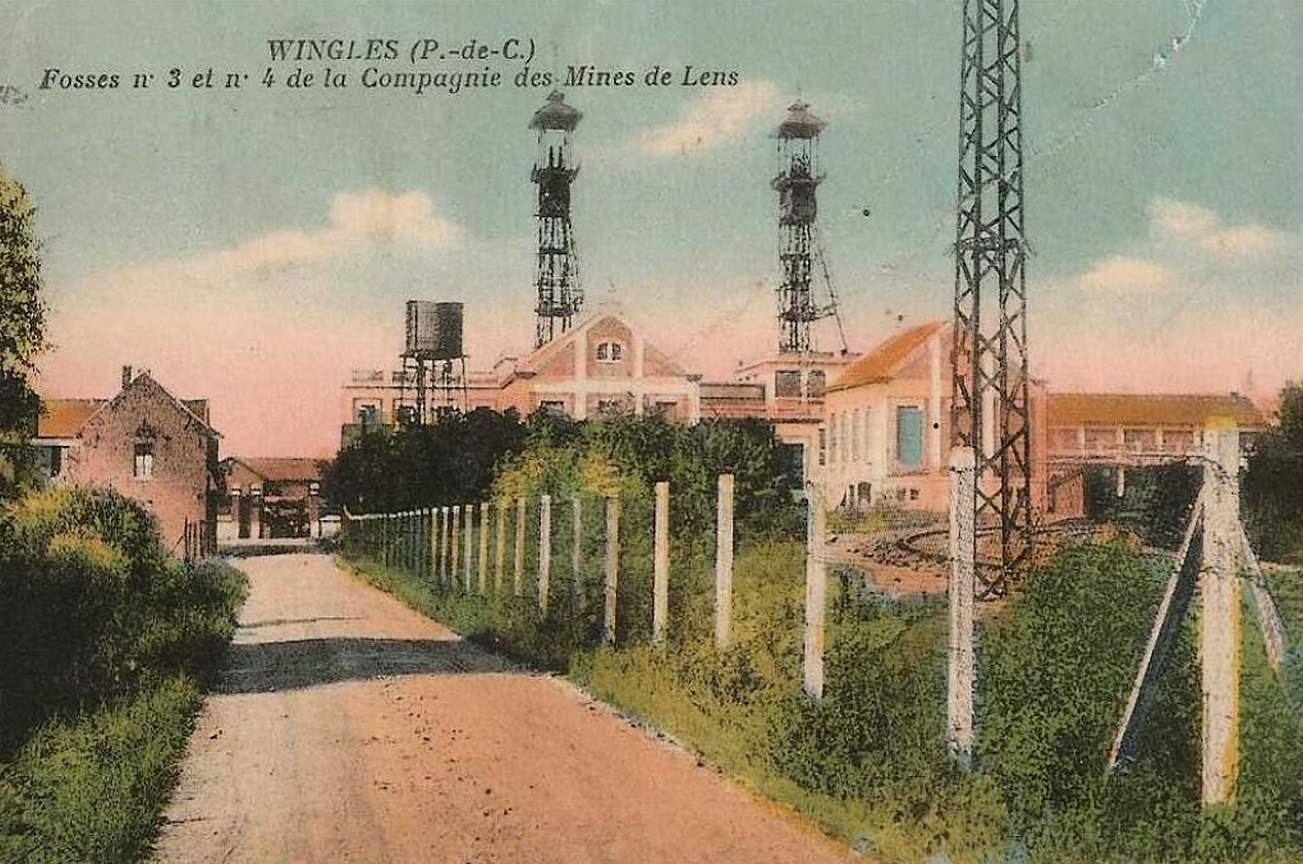
Fosse n° 3 - 4 des mines de Meurchin

La commune est desservie par le chemin de fer avec la mise en service en 1878 de la gare de Meurchin, située sur la ligne de Lens à Don - Sainghin, par la compagnie des chemins de fer du Nord.

### Première Guerre mondiale
La commune est décorée de la croix de guerre 1914-1918 par décret du 25 septembre 1920, distinction également attribuée à 276 autres communes du Pas-de-Calais.

## Politique et administration

### Découpage territorial
La commune se trouve dans l'arrondissement de Lens du département du Pas-de-Calais.

#### Commune et intercommunalités
La commune est membre de la communauté d'agglomération de Lens-Liévin qui regroupe 36 communes et compte 242 587 habitants en 2021.

#### Circonscriptions administratives
La commune est rattachée au canton de Wingles.

#### Circonscriptions électorales
Pour l'élection des députés, la commune fait partie de la douzième circonscription du Pas-de-Calais.

### Élections municipales et communautaires
Le premier tour des élections municipales de 2020 se déroule le 15 mars. Le confinement lié à la pandémie de Covid-19 retarde de trois mois la tenue du second tour, qui a lieu le 28 juin. Celui-ci se solde par une quadrangulaire, comme trois autres communes du département du Pas-de-Calais : Marœuil, Wimereux, et Dourges, qui voit la victooire d'une nouvelle équipe, menée par Frédéric Alloï,.

#### Liste des maires
Pierre François de Robespierre, cousin de Maximilien de Robespierre, a été maire de Meurchin au moment de la Révolution.
| Période      | Période                        | Identité                     | Étiquette       | Qualité |
| ------------ | ------------------------------ | ---------------------------- | --------------- | --- |
| mai 1900     | 1944                           | Léonce Trédez (1872-1952)    | POF puis SFIO   | Cultivateur et négociant en vins et spiritueux Conseiller d'arrondissement (1928 → 1934)                                         |
| mai 1945     | mars 1971                      | Fernand Ségard               | SFIO puis PS    | |
| mars 1971    | mars 2008                      | Augustin Lescouf (1928-2010) | PCF puis SE-DVG | Rédacteur en chef à La Tribune du mineur et ancien représentant syndical des mines Suppléant du député Henri Lucas (1973 → 1978) |
| mars 2008    | mars 2014                      | Laurent Maillard             | PS              | Retraité Chevalier des Palmes académiques (2013)                                                                                 |
| mars 2014,   | mai 2020                       | Daniel Top                   | DVG             | Chef d'entreprise retraité |
| juillet 2020 | En cours (au 1er février 2021) | Frédéric Alloï               | DVG             | Coordinateur à la Mission locale métropole sud,                                                                                  |

## Équipements et services publics

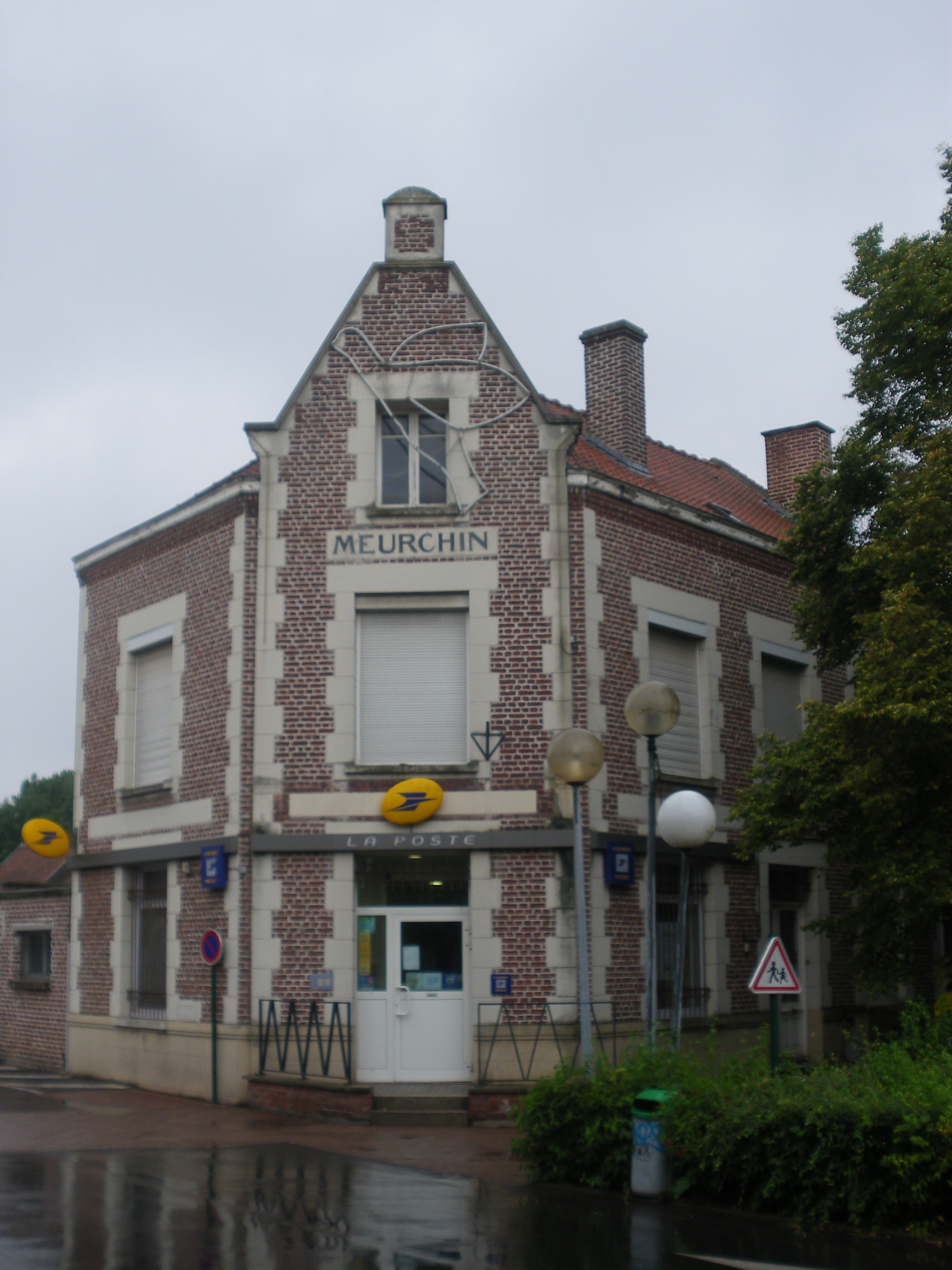
Le bureau de poste en 2013

La direction de La Poste a fait part en 2019 de sa volonté de fermer le bureau de poste de la ville, qui pourrait être remplacé par une agence postale communale ou un point de contact chez un commerçant.
Bauvin et Meurchin ont décidé en 2021 de mettre en commun certains de leurs équipements, comme la médiathèque l’Artchipel ouverte en 2015 à Meurchin ou des équipements sportifs de Bauvin,.

## Population et société

### Démographie
Les habitants sont appelés les Meurchinois.

#### Nom jeté
Les blasons populaires sont des surnoms ou des sobriquets donnés aux habitants des villes et des villages picards. Ces « surpitchets » viennent parfois de l'histoire de la ville, parfois d'un jeu verbal, parfois d'une moquerie des travers des habitants. Le sobriquet des habitants de Meurchin est : « chés pucheux d'Meurchin ». Ce sobriquet peut s'expliquer de deux façons. Soit « chés pucheux » (« les sacs à puces de Meurchin ») car les jeunes enfilaient leur bas de pantalon dans leur chaussettes pour être plus à l'aise pendant les bagarres après les bals du samedi soir. Alors les jeunes des villages voisins disaient qu'ils avaient des puces.

#### Évolution démographique
L'évolution du nombre d'habitants est connue à travers les recensements de la population effectués dans la commune depuis 1793. Pour les communes de moins de 10 000 habitants, une enquête de recensement portant sur toute la population est réalisée tous les cinq ans, les populations de référence des années intermédiaires étant quant à elles estimées par interpolation ou extrapolation. Pour la commune, le premier recensement exhaustif entrant dans le cadre du nouveau dispositif a été réalisé en 2004.

En 2022, la commune comptait 3 715 habitants, en évolution de −2,37 % par rapport à 2016 (Pas-de-Calais : −0,72 %, France hors Mayotte : +2,11 %).
| 1793 | 1800 | 1806 | 1821 | 1831 | 1836 | 1841 | 1846 | 1851 |
| ---- | ---- | ---- | ---- | ---- | ---- | ---- | ---- | ---- |
| 695  | 712  | 719  | 668  | 688  | 677  | 701  | 750  | 797  |

| 1856 | 1861 | 1866  | 1872 | 1876  | 1881  | 1886  | 1891  | 1896  |
| ---- | ---- | ----- | ---- | ----- | ----- | ----- | ----- | ----- |
| 812  | 867  | 1 014 | 974  | 1 108 | 1 112 | 1 182 | 1 308 | 1 459 |

| 1901  | 1906  | 1911  | 1921  | 1926  | 1931  | 1936  | 1946  | 1954  |
| ----- | ----- | ----- | ----- | ----- | ----- | ----- | ----- | ----- |
| 1 794 | 1 978 | 2 376 | 2 385 | 3 105 | 3 162 | 3 110 | 3 199 | 3 355 |

| 1962  | 1968  | 1975  | 1982  | 1990  | 1999  | 2004  | 2006  | 2009  |
| ----- | ----- | ----- | ----- | ----- | ----- | ----- | ----- | ----- |
| 3 486 | 3 397 | 3 252 | 3 422 | 3 748 | 3 632 | 3 633 | 3 651 | 3 691 |

| 2014  | 2019  | 2022  | - | - | - | - | - | - |
| ----- | ----- | ----- | - | - | - | - | - | - |
| 3 813 | 3 748 | 3 715 | - | - | - | - | - | - |

#### Pyramide des âges
En 2018, le taux de personnes d'un âge inférieur à 30 ans s'élève à 35,9 %, soit en dessous de la moyenne départementale (36,7 %). De même, le taux de personnes d'âge supérieur à 60 ans est de 22,6 % la même année, alors qu'il est de 24,9 % au niveau départemental.
En 2018, la commune comptait 1 839 hommes pour 1 928 femmes, soit un taux de 51,18 % de femmes, légèrement inférieur au taux départemental (51,50 %).
Les pyramides des âges de la commune et du département s'établissent comme suit.
| Hommes | Classe d’âge | Femmes |
| ------ | ------------ | ------ |
| 0,4    | 90 ou +      | 0,9    |
| 6,3    | 75-89 ans    | 6,9    |
| 14,9   | 60-74 ans    | 15,7   |
| 20,7   | 45-59 ans    | 20,2   |
| 21,4   | 30-44 ans    | 20,7   |
| 15,4   | 15-29 ans    | 15,0   |
| 20,9   | 0-14 ans     | 20,6   |

| Hommes | Classe d’âge | Femmes |
| ------ | ------------ | ------ |
| 0,5    | 90 ou +      | 1,6    |
| 5,6    | 75-89 ans    | 8,9    |
| 16,7   | 60-74 ans    | 18,1   |
| 20,2   | 45-59 ans    | 19,2   |
| 18,9   | 30-44 ans    | 18,1   |
| 18,2   | 15-29 ans    | 16,2   |
| 19,9   | 0-14 ans     | 17,9   |

### Sorts et loisirs
Le sentier de randonnée de pays (GRP) du bassin minier Nord-Pas-de-Calais traverse la commune le long du canal.

## Culture locale et patrimoine

### Lieux et monuments
- Le cimetière militaire allemand de la Première Guerre mondiale.
- Le monument aux morts[63].
- L'étang communal de Meurchin.
- L'étang de la Briquette et son bois.
- Le stade des Ormeaux.

### Personnalités liées à la commune
- Jacques Fleury, député de 1981 à 1993 puis de 1997 à 2002, vice-président de l'Assemblée nationale en 1987/88, a suivi sa scolarité primaire à Meurchin.

### Héraldique
| Blason de Meurchin | Blason  | Bandé d'or et d'azur ; au franc-quartier d'or chargé d'un lion de sable. Ornements extérieursCroix de guerre 1914-1918 |
| Blason de Meurchin | Détails | Le statut officiel du blason reste à déterminer.                                                                       |

## Pour approfondir

#### Bases de données, dictionnaires et encyclopédies
- Ressources relatives à la géographie :   - Insee (communes)
  - Ldh/EHESS/Cassini
- Ressource relative à plusieurs domaines :   - Annuaire du service public français
- Notices d'autorité :   - BnF (données)
  - Tchéquie